# Trisopterus minutus
Trisopterus minutus é uma espécie de peixe pertencente à família Gadidae.
A autoridade científica da espécie é Linnaeus, tendo sido descrita no ano de 1758.

## Portugal
Encontra-se presente em Portugal, onde é uma espécie nativa.
O seu nome comum é fanecão.

## Descrição
Trata-se de uma espécie de água salobra e marinha. Atinge os 31 cm de comprimento total, com base de indivíduos de sexo indeterminado.